# 伴信友
伴 信友（ばん のぶとも、安永2年2月25日〈1773年3月17日〉 - 弘化3年10月14日〈1846年12月2日〉）は、江戸時代後期の国学者。

## 来歴

### 生い立ち
若狭国小浜藩の藩士山岸惟智の四男として生まれる。幼名は惟徳、通称州五郎。号は事負。天明2年（1786年）、同藩の伴信当の養子となる。

### 国学者として
享和元年（1801年）、村田春門を介して本居宣長没後の門人となり、宣長の養子本居大平に国学を学ぶ。文政4年（1821年）、病により家督を息子信近に譲り、以後学問に専念し江戸に住んだ。天保14年（1843年）の末頃、藩主酒井忠義に従い京都に赴き在住するが、堀川の京都所司代邸で急病となって死去した。享年74。墓所は小浜市発心寺。

## 研究
博覧強記で古典の考証に優れ、平田篤胤、橘守部、小山田与清とともに、「天保の国学の四大人」と呼ばれる。篤胤や黒川春村、本居内遠などと交流があり、篤胤からは君兄と慕われていたが、後に齟齬を来して決別した。師弟関係を好まず、弟子をとることはなかった。

## 顕彰
信友の生家近くで墓所のある発心寺の境内には、「伴信友翁の碑」がある。

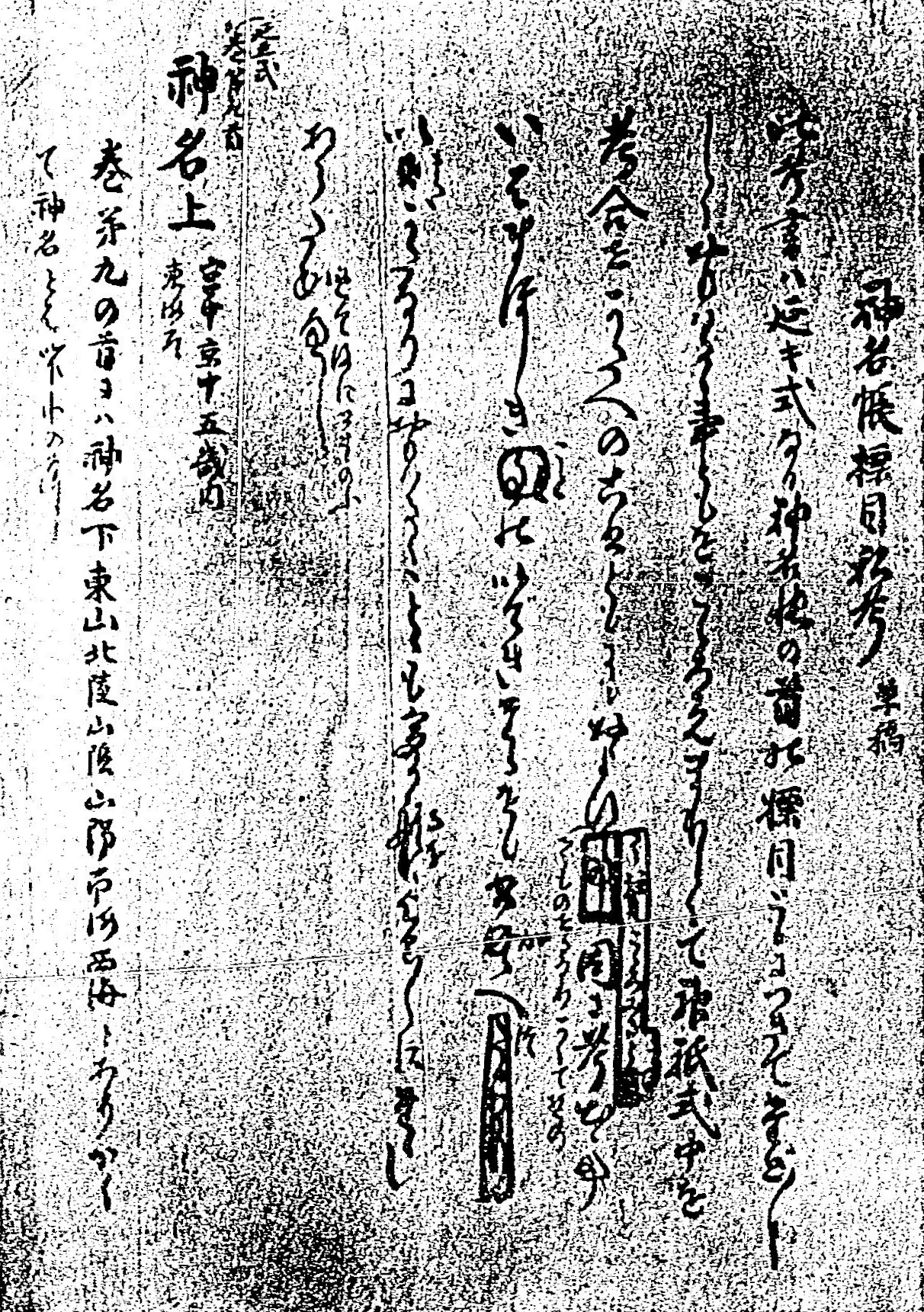
『伴信友雑考草稿』（静嘉堂文庫蔵）。『神社私考』の「神名帳標目私考」の草稿とみられる

## 主な著作
| 書名                             | 成立                      | 巻数       | 内容                                               | 伴信友全集収録巻 |
| -------------------------------- | ------------------------- | ---------- | -------------------------------------------------- | ---------------- |
| 神名帳考証                       | 文化10年（1813年）        | 全六十九巻 | 延喜式神名帳についての考証。                       | 第一             |
| 神名帳考証土代附考               |                           |            |                                                    | 第一             |
| 神社私考                         | 天保12年（1841年）        | 全六巻     |                                                    | 第二             |
| 瀬見小河                         | 文政4年（1821年）         | 全四巻     | 賀茂神社についての考証。                           | 第2冊            |
| 験の杉                           | 天保6年（1835年）         |            | 稲荷神社（伏見稲荷大社）についての考証。           | 第二             |
| 八幡考                           |                           |            |                                                    | 第二             |
| 蕃神考                           |                           |            | 外国渡来神を祭神とする式内社の考証。               | 第二             |
| 正卜考                           | 弘化元年（1844年）        | 全三巻     | 卜占、亀卜などの考証                               | 第二             |
| 中臣祓祠要解                     | 文政6年（1823年）         |            |                                                    | 第二             |
| 神璽三弁                         | 弘化3年（1846年）         |            |                                                    | 第二             |
| 大刀契考                         |                           |            |                                                    | 第二             |
| 鎮魂伝                           | 弘化2年（1845年）         |            | 鎮魂祭の考証。                                     | 第二             |
| 長谷寺多宝塔銘文・長谷寺縁起剥偽 | 天保14年（1843年）        |            |                                                    | 第二             |
| 上野国三碑考                     | 天保7年（1836年）         |            | 上野三碑の考証。                                   | 第二             |
| 竹栄秘抄                         | 文政11年（1828年）        |            |                                                    | 第三             |
| 宇知都志麻                       |                           |            |                                                    | 第三             |
| 高橋氏文考注                     | 天保13年（1842年）        |            | 『高橋氏文』の考証。                               | 第三             |
| 松の藤靡                         | 天保元年（1830年）        |            |                                                    | 第三             |
| 残桜記                           | 文政4年（1821年）         | 上下巻     | 後南朝の考証。                                     | 第三             |
| 荒山大捷之碑                     |                           |            |                                                    | 第三             |
| 中外経緯伝草稿                   | 天保9年（1838年）         | 全六巻     |                                                    | 第三             |
| 仮字の本末                       |                           | 上下巻     | かなの起源を論じる。神代文字の存在を否定。         | 第三             |
| 応声考                           | 文化3年（1806年）初稿     |            |                                                    | 第三             |
| 比古婆衣                         | 弘化4年（1847年）より刊行 | 全二十巻   | 随筆。国史・言語・故事の考証。                     | 第四             |
| 長等の山風                       |                           | 上下巻     | 壬申の乱の考証。                                   | 第四             |
| 長等の山風 附録                  |                           | 全四巻     |                                                    | 第四             |
| 宝鏡秘考                         |                           |            | 内侍所神鏡の考証。                                 | 第五             |
| 倭姫命世紀考                     | 天保14年（1843年）        |            | 『倭姫命世記』の考証。                             | 第五             |
| 仏神論                           | 文政2年（1819年）         |            |                                                    | 第五             |
| 方術源論 (一名方術考説)          | 文政5（1822年）           |            |                                                    | 第五             |
| 周易私論 (原名易占弁)            | 天保5年（1834年）         |            |                                                    | 第五             |
| 論鬼神新論草稿                   | 文化3年（1806年）         |            |                                                    | 第五             |
| 若狭旧事考                       | 文政8年（1825年）         |            |                                                    | 第五             |
| 弓矢古義推考                     |                           |            |                                                    | 第五             |
| 麻々伎考                         |                           |            |                                                    | 第五             |
| 鞆考補証                         |                           |            |                                                    | 第五             |
| 神楽歌考                         |                           |            |                                                    | 第五             |
| 古詠考                           |                           |            |                                                    | 第五             |
| 表章伊勢日記附証                 |                           |            |                                                    | 第五             |
| 動植名彙                         | 文政10年（1827年）        | 全九巻     |                                                    | 第五             |
| 動植名彙附録                     |                           |            |                                                    | 第五             |
| 和名抄鈔考                       |                           |            | 『和名類聚抄』の考証。                             |                  |
| 斉明紀童謡推釈                   |                           |            | 『日本書紀』斉明天皇紀に収録されている童謡の考証。 |                  |
| 日本書紀考                       |                           |            |                                                    |                  |
| 史籍年表                         |                           |            | 資史料年表（『史籍年表』）                         |                  |
| 鈴屋翁略年譜                     | 文政9年（1826年）         |            | 本居宣長の年譜                                     |                  |